# Ник Болетиери
Николас Джеймс Болетиери (на английски: Nicholas James Bollettieri) е американски треньор по тенис, роден на 31 юли 1931 г. в Пелъм, Ню Йорк.
Основател е на световноизвестната тенис школа Nick Bollettieri Tennis Academy (NBTA). Сред звездите на тениса, които той е тренирал са Андре Агаси, Джим Къриър, Марсело Риос, Томи Хаас, Томас Енквист, Макс Мирни, Марк Филипусис, Моника Селеш, Мери Пиърс, Анна Курникова, Мария Шарапова, Серина Уилямс, Винъс Уилямс, Йелена Янкович, Мартина Хингис, Татяна Головин, Даниела Хантухова, за кратък период от време Борис Бекер и др.

## Биография
През 1953 г. Ник Болетиери завършва колежа Спринг Хил в Мобил, Алабама със специалност философия. След службата си в Морската пехота започва да следва право в Университета в Маями. През 1956 г. прекъсва следването си и се заема да тренира тенисисти – първо в Академията Уейланд в Бийвър Дам, Уисконсин, а по-късно в Дорадо Бийч Хотел в Пуерто Рико и в Колъни Бийч енд Тенис Ризорт в Лонгбоут Кий, Флорида. През 1981 г. основава своята тенис академия в Брейдентън, Флорида. Тя заема площ от 769,000 м². През 1987 г. академията е закупена от корпорацията IMG, но Болетиери продължава да бъде неин ръководител и да се грижи за младите таланти.
Болетиери е редактор в списанието Tennis Magazine. От април 2004 е женен за Синди Ийтън. От други бракове има общо пет деца.
На 26 септември 2006 улица в близост до академията е преименувана на булевард Болетиери.